# Transformada Gabor-Wigner
A Transformada Gabor, em homenagem a Dennis Gabor, e a função de distribuição de Wigner, em homenagem a Eugene Wigner, são ferramentas para análise de tempo-frequência. Uma vez que a Transformada de Gabor não possui clareza e a função de distribuição de Wigner tem um problema de "termo cruzado" (ou seja, é não-linear), um estudo de 2007 por S. C. Pei e J. J. Ding propôs uma nova combinação das duas transformadas que possui alta clareza e nenhum problema de termo cruzado. Uma vez que o termo cruzado não aparece na transformada de Gabor, a distribuição de frequência-tempo da Transformada Gabor pode ser usada como um filtro para remover o termo cruzado na saída da função de distribuição de Wigner.

## Definição matemática
- Transformada de Gabor

{\displaystyle G_{x}(t,f)=\int _{-\infty }^{\infty }e^{-\pi (\tau -t)^{2}}e^{-j2\pi f\tau }x(\tau )\,d\tau }
- Função de distribuição de Wigner

{\displaystyle W_{x}(t,f)=\int _{-\infty }^{\infty }x(t+\tau /2)x^{*}(t-\tau /2)e^{-j2\pi \tau \,f}\,d\tau }
- Transformada Gabor-Wigner

Existem muitas combinações diferentes para definir a transformada de Gabor–Wigner. Abaixo são fornecidas quatro definições diferentes.
1. {\displaystyle D_{x}(t,f)=G_{x}(t,f)\times W_{x}(t,f)}
2. {\displaystyle D_{x}(t,f)=\min \left\{|G_{x}(t,f)|^{2},|W_{x}(t,f)|\right\}}
3. {\displaystyle D_{x}(t,f)=W_{x}(t,f)\times \{|G_{x}(t,f)|>0.25\}}
4. {\displaystyle D_{x}(t,f)=G_{x}^{2.6}(t,f)W_{x}^{0.7}(t,f)}